# Südlicher Krebsnebel
Der Südliche Krebsnebel oder Hen 2-104 ist ein bipolarer Nebel, der von der Erde aus gesehen im Sternbild Centaurus liegt und mehrere tausend Lichtjahre von der Erde entfernt ist. Sein zentrales Objekt ein symbiotischer Stern bestehend aus einem Mirastern und einem Weißen Zwerg.
Der Nebel besteht vermutlich aus vom Mira abgestoßenem Material, das durch die energiereiche Strahlung des Weißen Zwergs ionisiert und damit zum Leuchten gebracht wird. Die Masse des ionisierten Nebels wird auf etwa ein Zehntel der Sonnenmasse geschätzt, was deutlich höher als bei anderen symbiotischen Nebeln ist. Der hohe Masseverlust deutet darauf hin, dass sich der Mira in einem weit entwickelten Stadium, nahe dem asymptotischen Riesenast befindet.
Das Adjektiv südlich unterscheidet Hen 2-104 vom Krebsnebel, der sich am Nordhimmel befindet.

## Entdeckung und Erforschung

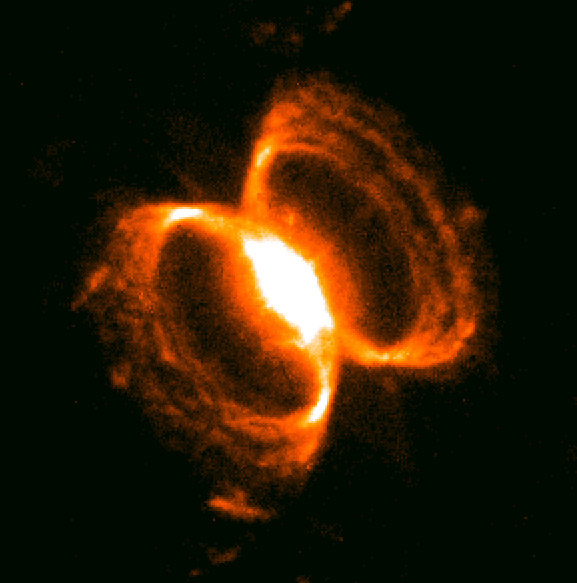
Aufnahme des Zentrums, Hubble-Weltraumteleskop, 1999

Hen 2-104 wurde 1967 von Karl Henize als Punktquelle entdeckt und aufgrund seiner Emissionslinien als planetarischer Nebel klassifiziert. Erst 1989 wurde der ausgedehnte Nebel entdeckt und Südlicher Krebsnebel genannt. Gefunden wurde der Nebel mit dem 2,2-m-Teleskop der ESO auf La Silla (Chile), aber die Bilder des Hubble Space Telescopes aus dem Jahre 1999 zeigen viel mehr Details, u. a. dass das Zentrum des Nebels aus einem Sternenpaar aus einem Roten Riesen und einem Weißen Zwerg besteht.
Die Entfernung von Hen 2-104 ist schwierig zu bestimmen. Mit verschiedenen Methoden erhaltene Abschätzungen liegen in der Größenordnung zwischen 1 und 8 kpc. Zuletzt bestimmten Corradi et al. mit Hilfe der Perioden-Helligkeits-Beziehung von Mirasternen eine Entfernung von 4,4 kpc und Santander-García et al. schätzten mit Hilfe einer Bestimmung der Expansionsparallaxe unter Einsatz des Hubble-Teleskops die Entfernung auf (3,5 ± 0,7) kpc für die Jets und (3,1 ± 0,9) kpc für die äußeren Schalen. Mithilfe von Gaia wurde eine optische Parallaxe von 0,2089 ± 0,0529 Millibogensekunden ermittelt, entsprechend 3,8-6,4 kpc.